# Den röda kappan
Den röda kappan (dansk titel: Den røde kappe, isländsk titel: Rauda skikkjan) är en dansk-svensk-isländsk dramafilm från 1967 i regi av Gabriel Axel. I huvudrollerna ses Oleg Vidov och Gitte Hænning. 

## Om filmen
Den utspelar sig i Norden omkring år 1000 och handlar om kärleken mellan en man och en kvinna från två kungasläkter som ligger i strid. Handlingens förlaga är historikern Saxo Grammaticus' berättelse om Hagbard och Signe i verket Gesta Danorum. 
Filmen var en samproduktion mellan bolag i Danmark, Sverige och Island och var vid tillkomsten den största nordiska samproduktionen någonsin, med en budget på runt tre miljoner svenska kronor. Inspelningen ägde rum från juli till oktober 1966. Utomhusscenerna filmades på Island och studioscenerna i Nacka i Sverige.
Filmen dubbades på de tre respektive produktionsländernas språk, vilket innebär att den redan på produktionsstadiet förekom i tre olika språkversioner.
Filmen hade premiär i Danmark 16 januari 1967 och i Sverige 14 augusti samma år. Den visades vid filmfestivalen i Cannes 1967 där den företrädde Danmark. Flera recensenter lovordade initiativet att göra film av fornnordiska berättelser, men det övervägande mottagandet av filmen var negativt. 
Mauritz Edström skrev i Dagens Nyheter: "Regissören Gabriel Axel – vars mest kända merit hittills är lustspelet Bocken i paradiset – saknar ... totalt känsla för den isländska sagans drastiska och lakoniska språk. Och förmågan att fylla ut den mäktiga isländska miljöramen med något av mänskligt intresse."

## Rollista i urval
- Oleg Vidov - Hagbard, kung Håmunds son
- Gitte Hænning - Signe, kung Sigvors dotter
- Gunnar Björnstrand - Kung Sigvor
- Eva Dahlbeck - Drottningen
- Manfred Reddemann - Hildegisl, uppvaktande gäst
- Birgitte Federspiel - Kung Håmunds änka
- Lisbeth Movin - Bengerd, tärna hos kung Sigvor
- Håkan Jahnberg - Bølvis, kung Sigvors rådgivare
- Henning Palner - Hake, Signes utvalde
- Johannes Meyer - Bilvis, Bølvis bror
- Gisli Alfredsson - Sigvald, Sigvors son
- Borgar Gardarsson - Alf, Sigvors son
- Frederik Tharaldsen - Alger, Sigvors son
- Folmer Rubæk - Helvin, Hagbards bror
- Jörgen Lantz - Håmund, Hagbards bror